# 19 Leonis
19 Leonis är en vit stjärna i huvudserien i stjärnbilden Lejonet.
19 Leonis har visuell magnitud +6,44 och är nätt och jämnt synlig för blotta ögat vid mycket god seeing. Den befinner sig på ett avstånd av ungefär 275 ljusår.